# Гуркі-Грабінські
Гуркі-Грабінські (пол. Górki Grabińskie) — село в Польщі, у гміні Відава Ласького повіту Лодзинського воєводства.
Населення — 207 осіб (2011).
У 1975-1998 роках село належало до Серадзького воєводства.

## Демографія
Демографічна структура станом на 31 березня 2011 року:
|          | Загалом | Допрацездатний вік | Працездатний вік | Постпрацездатний вік |
| -------- | ------- | ------------------ | ---------------- | -------------------- |
| Чоловіки | 97      | 17                 | 74               | 6                    |
| Жінки    | 110     | 24                 | 59               | 27                   |
| Разом    | 207     | 41                 | 133              | 33                   |